# Takafumi Yoshimoto
Takafumi Yoshimoto (吉本 岳史 Yoshimoto Takafumi?, nacido el 13 de mayo de 1978 en Nakamura, Kochi) es un exfutbolista japonés. Jugaba de defensa y su último club fue el Blancdieu Hirosaki FC de Japón.

## Trayectoria

### Clubes
| Club                  | País  | Año         |
| --------------------- | ----- | ----------- |
| Nagoya Grampus Eight  | Japón | 2001 - 2002 |
| Yokohama FC           | Japón | 2002        |
| Mito HollyHock        | Japón | 2003 - 2007 |
| Yokohama FC           | Japón | 2008 - 2009 |
| Blancdieu Hirosaki FC | Japón | 2012 - 2017 |